# Myomimus personatus
Myomimus personatus är en däggdjursart som beskrevs av Sergej Ognew 1924. Myomimus personatus ingår i släktet Myomimus och familjen sovmöss. IUCN kategoriserar arten globalt som otillräckligt studerad. Inga underarter finns listade i Catalogue of Life.
Arten förekommer med flera från varandra skilda populationer i södra Kazakstan, nordöstra Iran och västra Afghanistan. Habitatet utgörs av torra och klippiga landskap med några buskar, träd och salttåliga örter. Individerna vilar på dagen i håligheter mellan stenar eller i övergivna bon som skapades av andra djur. Myomimus personatus åt i fångenskap främst animaliska ämnen.